# Karel Salz
Karel Salz (17. září 1911 Stod – 7. srpna 1943 Nassau) byl český Němec a příslušník československého letectva v rámci Royal Air Force v období druhé světové války.

## Život

### Před druhou světovou válkou
Karel Salz se narodil 17. září 1911 ve Stodě na Plzeňsku v rodině českých Němců. Vychodil tři ročníky měšťanské školy a vyučil se optikem. Mezi lety 1933 a 1935 absolvoval prezenční vojenskou službu jako spojař, během ní prodělal telegrafický kurz. V únoru 1939 vycestoval do Spojeného království.

### Druhá světová válka
Karel Salz vstoupil 1. května 1941 v Londýně do Československé armády v zahraničí. Dne 22. května 1941 byl přijat do Royal Air Force a po patřičném výcviku byl 4. července téhož roku zařazen k pozemnímu personálu 312. československé stíhací perutě. Již 15. července byl přeložen k výcviku na palubního střelce a radiotelegrafistu. Dne 7. srpna 1943 byl jako příslušník 111. operačně výcvikové jednotky členem posádky stroje North American B-25 Mitchell Mk.II FV953/FA pod velením Josefa Šotoly, který odstartoval ke kontrolnímu cvičnému letu z Nassauského letiště Oaks Field na Bahamách. Dvě minuty po startu došlo z neznámých příčin ve výšce 250-300 metrů k přetažení letounu a jeho pádu do vývrtky. Následné zřícení stroje na ostrově New Providence nikdo nepřežil. Členové posádky byli 8. srpna 1943 pohřbeni na vojenském hřbitově v Nassau.

## Ocenění

### Vyznamenání
- Československý válečný kříž 1939

## Posmrtná ocenění
- Karel Salz byl v roce 1947 in memoriam povýšen do hodnosti štábního rotmistra a v roce 1991 do hodnosti podplukovníka